# Iran Pro League 2023-24
La Iran Pro League 2023-24 fue la 41.ª edición del torneo de fútbol de Irán y la 23.ª de la Iran Pro League desde 2001. La temporada comenzó el 9 de agosto de 2023 y terminó el 1 de junio de 2024.
Participaron 16 equipos: 14 de la edición anterior, y 2 ascendidos de la Liga Azadegan 2022-23. El Persépolis fue el defensor del título, que finalmente revalidó.

## Equipos
Los clubes Mes Kerman y Naft Masjed Soleyman perdieron la categoría al ubicarse en los puestos 15 y 16 de la tabla de posiciones. Sus lugares fueron ocupados por el Shams Azar, quien ascendió por primera ocasión en su historia y el Esteghlal Khuzestan, quien regresó a la máxima categoría después de cuatro temporadas.

### Ciudades y estadios
| Equipo              | Ciudad          | Estadio                         | Aforo  |
| ------------------- | --------------- | ------------------------------- | ------ |
| Aluminiun Arak      | Arak            | Estadio Imam Khomeyni           | 15 000 |
| Esteghlal Khuzestan | Ahvaz           | Estadio Takhti                  | 10 000 |
| Esteghlal Tehran    | Teherán         | Estadio Shahr-e Qods            | 2352   |
| Foolad              | Ahvaz           | Foolad Arena                    | 30 655 |
| Gol Gohar Sirjan    | Sirjan          | Estadio Shahid Qasem Soleimani  | 9000   |
| Havadar             | Teherán         | Estadio Shahid Dastgerdi        | 8250   |
| Malavan             | Bandar-e Anzali | Estadio Sirous Ghayeghran       | 8000   |
| Mes Rafsanjan       | Rafsanjan       | Estadio Shohadaye Mes Rafsanjan | 10 000 |
| Nassaji Mazandaran  | Qaem Shahr      | Estadio Vatani                  | 15 000 |
| Paykan              | Teherán         | Estadio Shahid Dastgerdi        | 8250   |
| Persépolis          | Teherán         | Estadio Azadi                   | 78 116 |
| Sanat Naft Abadan   | Abadan          | Estadio Abadan Takhti           | 10 000 |
| Sepahan             | Isfahán         | Estadio Naghsh-e-Jahan          | 75 000 |
| Shams Azar          | Qazvin          | Estadio Sardar Azadegan         | 15 000 |
| Tractor Sazi FC     | Tabriz          | Estadio Yadegar-e-Emam          | 66 833 |
| Zob Ahan FC         | Fuladshahr      | Estadio Foolad Shahr            | 20 000 |

## Desarrollo

### Clasificación
| Pos. | Equipo                | Pts. | PJ | G  | E  | P  | GF | GC | Dif. | Clasificación 2024-25                                |
| ---- | --------------------- | ---- | -- | -- | -- | -- | -- | -- | ---- | ---------------------------------------------------- |
| 1    | Persépolis (C)        | 68   | 30 | 20 | 8  | 2  | 45 | 18 | +27  | Fase de liga de la Liga de Campeones Élite de la AFC |
| 2    | Esteghlal Tehran      | 67   | 30 | 19 | 10 | 1  | 40 | 15 | +25  | Fase de liga de la Liga de Campeones Élite de la AFC |
| 3    | Sepahan               | 57   | 30 | 17 | 6  | 7  | 53 | 26 | +27  | Play-off de la Liga de Campeones Élite de la AFC     |
| 4    | Tractor Sazi FC       | 54   | 30 | 16 | 6  | 8  | 42 | 22 | +20  | Fase de grupos de la Liga de Campeones 2 de la AFC   |
| 5    | Zob Ahan FC           | 42   | 30 | 11 | 9  | 10 | 30 | 29 | +1   |                                                      |
| 6    | Malavan               | 41   | 30 | 10 | 11 | 9  | 31 | 26 | +5   |                                                      |
| 7    | Aluminiun Arak        | 39   | 30 | 10 | 9  | 11 | 27 | 33 | −6   |                                                      |
| 8    | Shams Azar            | 39   | 30 | 11 | 9  | 10 | 35 | 35 | 0    |                                                      |
| 9    | Gol Gohar Sirjan      | 36   | 30 | 8  | 12 | 10 | 29 | 28 | +1   |                                                      |
| 10   | Mes Rafsanjan         | 35   | 30 | 8  | 11 | 11 | 32 | 37 | −5   |                                                      |
| 11   | Foolad                | 29   | 30 | 7  | 8  | 15 | 20 | 40 | −20  |                                                      |
| 12   | Nassaji Mazandaran    | 29   | 30 | 7  | 8  | 15 | 27 | 36 | −9   |                                                      |
| 13   | Havadar               | 29   | 30 | 6  | 11 | 13 | 31 | 48 | −17  |                                                      |
| 14   | Esteghlal Khuzestan   | 28   | 30 | 6  | 10 | 14 | 31 | 42 | −11  |                                                      |
| 15   | Paykan (D)            | 27   | 30 | 4  | 15 | 11 | 25 | 38 | −13  | Descenso a la Liga Azadegan                          |
| 16   | Sanat Naft Abadan (D) | 21   | 30 | 4  | 9  | 17 | 24 | 49 | −25  | Descenso a la Liga Azadegan                          |

 Fuente: SoccerWay
Notas:
1. ↑  Sepahan clasificó a la Liga de Campeones Élite como campeón de la Copa Hazfi 2023-24.
2. ↑  Shams Azar fue penalizado con la resta de tres puntos por alinear a un jugador no inscrito.'"`UNIQ--ref-00000008-QINU`"'

### Resultados
| Local \ Visitante   | ALU | ESK | EST | FOL | GGS | HAV | MAL | MRA | NAS | PAY | PER | SNA | SEP | SHA | TRA | ZOB |
| ------------------- | --- | --- | --- | --- | --- | --- | --- | --- | --- | --- | --- | --- | --- | --- | --- | --- |
| Aluminiun Arak      | —   | 1–0 | 0–1 | 1–1 | 0–0 | 1–1 | 1–1 | 1–3 | 1–0 | 1–1 | 1–0 | 1–1 | 0–1 | 2–0 | 0–4 | 1–1 |
| Esteghlal Khuzestan | 3–2 | —   | 0–1 | 0–0 | 1–1 | 3–1 | 1–1 | 2–1 | 1–4 | 0–1 | 2–2 | 2–1 | 1–3 | 1–1 | 0–1 | 1–2 |
| Esteghlal Tehran    | 1–0 | 1–0 | —   | 1–0 | 1–0 | 3–2 | 1–0 | 2–2 | 4–0 | 2–1 | 0–0 | 1–0 | 1–0 | 3–2 | 2–0 | 2–1 |
| Foolad              | 1–0 | 1–0 | 0–0 | —   | 0–1 | 3–3 | 1–1 | 0–1 | 1–0 | 2–2 | 0–2 | 1–2 | 1–3 | 0–1 | 0–2 | 1–0 |
| Gol Gohar Sirjan    | 2–3 | 2–2 | 1–1 | 3–0 | —   | 3–3 | 1–1 | 2–0 | 3–0 | 2–2 | 0–1 | 1–0 | 3–1 | 0–0 | 0–1 | 1–2 |
| Havadar             | 1–2 | 2–0 | 0–1 | 0–1 | 1–0 | —   | 0–1 | 0–0 | 0–5 | 0–0 | 0–2 | 2–1 | 0–5 | 2–1 | 0–1 | 2–2 |
| Malavan             | 1–1 | 1–1 | 1–1 | 4–0 | 1–0 | 1–1 | —   | 0–1 | 1–0 | 2–0 | 0–0 | 1–0 | 1–2 | 0–2 | 0–0 | 1–2 |
| Mes Rafsanjan       | 2–0 | 2–3 | 0–1 | 3–0 | 1–1 | 0–0 | 1–4 | —   | 1–1 | 2–2 | 1–1 | 0–2 | 1–1 | 0–3 | 1–1 | 2–2 |
| Nassaji Mazandaran  | 0–1 | 1–0 | 0–0 | 0–1 | 0–1 | 2–2 | 0–1 | 0–3 | —   | 1–1 | 1–2 | 3–1 | 1–1 | 1–0 | 1–0 | 1–2 |
| Paykan              | 0–1 | 1–0 | 0–2 | 0–0 | 0–0 | 2–2 | 1–0 | 0–1 | 1–1 | —   | 1–3 | 2–2 | 1–3 | 1–1 | 0–0 | 0–0 |
| Persépolis          | 1–0 | 4–3 | 1–1 | 4–2 | 1–0 | 1–0 | 1–0 | 1–0 | 1–0 | 2–0 | —   | 2–2 | 0–0 | 2–1 | 2–0 | 1–1 |
| Sanat Naft Abadan   | 1–2 | 1–1 | 0–3 | 0–2 | 0–1 | 0–2 | 1–1 | 1–0 | 1–1 | 1–1 | 0–3 | —   | 2–1 | 2–2 | 0–3 | 0–1 |
| Sepahan             | 0–1 | 1–1 | 1–0 | 3–1 | 2–0 | 2–0 | 2–3 | 4–1 | 0–0 | 2–3 | 1–0 | 4–1 | —   | 4–1 | 3–1 | 1–0 |
| Shams Azar          | 2–1 | 0–0 | 2–2 | 1–0 | 1–1 | 1–2 | 1–0 | 0–0 | 2–1 | 2–1 | 1–3 | 0–0 | 1–0 | —   | 0–2 | 1–2 |
| Tractor Sazi FC     | 1–1 | 2–0 | 0–0 | 2–0 | 2–0 | 4–2 | 3–1 | 1–0 | 3–0 | 2–0 | 0–1 | 3–0 | 0–0 | 2–3 | —   | 1–4 |
| Zob Ahan FC         | 2–0 | 0–2 | 1–1 | 0–0 | 0–0 | 0–0 | 0–1 | 1–2 | 0–2 | 1–0 | 0–1 | 2–1 | 0–2 | 0–2 | 1–0 | —   |

## Máximos goleadores
- Actualizado al 1 de junio de 2024.
| Rank | Jugador             | Club                      | Goles |
| ---- | ------------------- | ------------------------- | ----- |
| 1    | Shahriyar Moghanlou | Sepahan                   | 16    |
| 2    | Reza Asadi          | Sepahan                   | 10    |
| 2    | Rahman Jafari       | Shams Azar / Tractor Sazi | 10    |
| 4    | Javad Aghaeipour    | Esteghlal Khuzestan       | 9     |
| 4    | Issa Alekasir       | Sepahan / Persépolis      | 9     |
| 4    | Reza Jafari         | Malavan                   | 9     |